# 伊仙町
伊仙町（日语：／ Isen chō */?，琉球語：／ ）是鹿兒島縣位於德之島南部的一個城鎮，屬大島郡。日本歷代最長壽者中有兩位出生於此（泉重千代120歲、本鄉竈116歲）。
伊仙町常因町內選舉（町長選舉與町議員選舉）的紛爭被日本國內媒體報導。

## 沿革
- 1908年4月1日：奄美群島實施島嶼町村制，設置島尻村。
- 1921年6月29日 改名為伊仙村。
- 1962年1月1日 改制為伊仙町。[3]

## 本地出身之名人
- 泉重千代：前世界最高齡者、現最長壽之男性紀錄保持者
- 本鄉竈（日语：本郷かまと）：前世界最高齡者
- 泉芳朗（日语：泉芳朗）：奄美群島祖國恢復運動的指導者・詩人

## 外部連結
- （日語） 伊仙町商工會 （页面存档备份，存于）